# Joseph Rosenberger
Pour les articles homonymes, voir Rosenberger.
Joseph Rosenberger, né en mai 1925 et mort le 2 décembre 1993 à Phoenix, est un romancier américain, auteur de roman d'espionnage.

## Biographie
Joseph Rosenberger est l'auteur d'une série de romans mettant en scène un héros surnommé The Death Merchant (Le Marchand de Mort).
De son nom Richard Joseph Camellion, il est un maître du déguisement et des arts martiaux. Son employeur habituel est la CIA - au coût de 100 000 $ par mission. Il fait les sales boulots, les missions impossibles, les opérations qui ne peuvent être gérées par le FBI, la CIA ou tout autre force extra-légale.

## Œuvre

### Romans

#### SérieThe Death Merchant
- The Death Merchant (1971)
  - Le Marchand de Mort, Fleuve noir coll. « Spécial Police » no 1673 (1981)  (ISBN 2-265-01751-5)
- Operation Overkill (1972)
  - Opération Massacre, Fleuve noir coll. « Spécial Police » no 1677 (1981)  (ISBN 2-265-01816-3)
- The Psychotron Plot (1972)
  - La Machine à décerveler, Fleuve noir coll. « Spécial Police » no 1696 (1981)  (ISBN 2-265-01841-4)
- Chinese Conspiracy (1973)
  - Le Complot chinois, Fleuve noir coll. « Spécial Police » no 1706 (1982)  (ISBN 2-265-01857-0)
- Satan Strike (1973)
  - Virus Satan, Fleuve noir coll. « Spécial Police » no 1736 (1982)  (ISBN 2-265-02014-1)
- The Albanian Connection (1973)
  - La Bombe albanaise, Fleuve noir coll. « Spécial Police » no 1755 (1982)  (ISBN 2-265-02087-7)
- The Castro File (1974)
  - La Poudrière de Cuba, Fleuve noir coll. « Spécial Police » no 1770 (1983)  (ISBN 2-265-02152-0)
- The Billionaire Mission (1974)
  - Satan milliardaire, Fleuve noir coll. « Spécial Police » no 1791 (1983)  (ISBN 2-265-02225-X)
- The Laser War (1974)
  - Un laser couleur émeraude, Fleuve noir coll. « Spécial Police » no 1796 (1983)  (ISBN 2-265-02256-X)
- The Mainline Plot (1974)
  - Mon amie s’appelle la mort, Fleuve noir coll. « Spécial Police » no 1803 (1983)  (ISBN 2-265-02295-0)
- Manhattan Wipeout (1975)
  - Grand Nettoyage à Manhattan, Fleuve noir coll. « Spécial Police » no 1820 (1983)  (ISBN 2-265-02364-7)
- The KGB Frame (1975)
  - Le Marchand de Mort a trahi, Fleuve noir coll. « Spécial Police » no 1833 (1983)  (ISBN 2-265-02425-2)
- The Mato Grosso Horror (1975)
  - Horreur au Mato-Grosso, Fleuve noir coll. « Spécial Police » no 1850 (1984)  (ISBN 2-265-02473-2)
- Vengeance of the Golden Hawk (1976)
  - La Vengeance du Faucon d'Or, Fleuve noir coll. « Spécial Police » no 1864 (1984)  (ISBN 2-265-02530-5)
- The Iron Swastika Plot (1976)
  - Le Trésor de l'Araignée, Fleuve noir coll. « Spécial Police » no 1869 (1984)  (ISBN 2-265-02583-6)
- Invasion of the Clones (1976)
  - L'Invasion des clones, Fleuve noir coll. « Spécial Police » no 1872 (1984)  (ISBN 2-265-02606-9)
- The Zemlya Expedition (1976)
  - L'Enfer au fond des mers, Fleuve noir coll. « Spécial Police » no 1885 (1984)  (ISBN 2-265-02649-2)
- Nightmare in Algeria (1976)
  - Cauchemar en Algérie, Fleuve noir coll. « Spécial Police » no 1904 (1984)  (ISBN 2-265-02793-6)
- Armageddon, USA! (1976)
  - L'Apocalypse américaine, Fleuve noir coll. « Spécial Police » no 1928 (1985)  (ISBN 2-265-02895-9), réédition sous le titre Armageddon USA, Édition Gérard de Villiers (1988)  (ISBN 2-7386-0021-2)
- Hell in Hindu Land (1976)
  - Une saison en enfer aux Indes, Fleuve noir coll. « Spécial Police » no 1951 (1985)  (ISBN 2-265-03014-7), réédition sous le titre Opération Bengale, Édition Gérard de Villiers (1988)  (ISBN 2-7386-0006-9)
- The Pole Star Secret (1977)
  - Le Secret de l'étoile polaire, Fleuve noir coll. « Spécial Police » no 1975 (1985)  (ISBN 2-265-03116-X), réédition Édition Gérard de Villiers (1988)  (ISBN 2-7386-0012-3)
- The Kondrashev Chase (1977)
  - Aux trousses de Kondrachev, Fleuve noir coll. « Spécial Police » no 1995 (1986)  (ISBN 2-265-03228-X), réédition sous le titre L'Affaire Kondrashev, Édition Gérard de Villiers (1988)  (ISBN 2-7386-0022-0)
- The Budapest Action (1977)
  - Commando Budapest, Édition Gérard de Villiers (1989)  (ISBN 2-7386-0034-4)
- The Kronos Plot (1977)
  - Le Complot Cronos, Édition Gérard de Villiers (1989)  (ISBN 2-7386-0030-1)
- The Enigma Project (1977)
- The Mexican Hit (1978)
- The Surinam Affair (1978)
- Nipponese Nightmare (1978)
- Fatal Formula (1978)
- Shambhala Strike (1978)
- Operation Thunderbolt (1978)
- Deadly Manhunt (1979)
- Alaska Conspiracy (1979)
- Operation Mind-Murder (1979)
- Massacre in Rome (1979)
- The Cosmic Reality Kill (1979)
- The Bermuda Triangle Action (1980)
- The Burning Blue Death (1980)
- The Fourth Reich (1980)
- Blueprint Invisibility (1980)
- Shamrock Smash (1980)
- High Command Murder (1980)
- The Devil's Trashcan (1981)
- Island of the Damned (1981)
- The Rim of Fire Conspiracy (1981)
- Blood Bath (1981)
- Operation Skyhook (1981)
- Psionics War (1982)
- Night of the Peacock (1982)
- The Hellbomb Theft (1982)
- The Inca File (1982)
- The Flight of the Phoenix (1982)
- The Judas Scrolls (1982)
- Apocalypse, USA! (1983)
- Slaughter in El Salvador (1983)
- Afghanistan Crashout (1983)
- The Romanian Operation (1983)
- The Silicon Valley Connection (1984)
- The Burma Probe (1984)
- The Methuselah Factor (1984)
- The Bulgarian Termination (1984)
- The Soul Search Project (1985)
- The Pakistan Mission (1985)
- The Atlantean Horror (1985)
- Mission Deadly Snow (1986)
- The Cobra Chase (1986)
- Escape From Gulag Taria (1986)
- The Hindu Trinity Caper (1987)
- The Miracle Mission (1987)
- The Greenland Mission (1988)

### Autres ouvrages
- Assassination: Theory and Practice  (1977)[2]
- Behavior Modification: The Art of Mind Murdering (1978)[3]